# Micropterígids
Els micropterígids (Micropterigidae) són una família d'insectes lepidòpters, l'única existent dins la superfamília dels micropterigoïdeus (Micropterigoidea). Són un tipus d'arnes i se les anomenen arnes mandibulades arcaiques.

## Sistemàtica
Està constituïda per 12 gèneres actuals i és considerada com el llinatge més primitiu dels lepidòpters vivents (Kristensen, 1999).
- Micropterix Hübner, 1825
  - =Eriocephala J. Curtis, 1839
  - =Microptericina Zagulajev, 1983
- Epimartyria Walsingham, 1898
- Issikiomartyria Hashimoto, 2006
- Kurokopteryx Hashimoto, 2006
- Neomicropteryx Issiki, 1931
- Palaeomicroides Issiki, 1931
- Paramartyria Issiki, 1931
- Vietomartyria Mey, 1997
- Sabatinca F. Walker, 1863
  - =Micropardalis Meyrick, 1912
  - =Palaeomicra Meyrick, 1888
- Agrionympha Meyrick, 1921
- Hypomartyria Kristensen & Nielsen 1982
- Squamicornia Kristensen & Nielsen, 1982
- Parasabatinca Whalley, 1978 [fòssil]
- Baltimartyria Skalski, 1995 [fòssil]